# La conquista la hicieron los indios y la independencia los españoles
«La conquista la hicieron los indios y los  independencia los españoles» es un aforismo popular del mundo castellanoparlante, de discutida autoría, sobre la historia de Hispanoamérica. En su significado estricto, refleja la ironía de cómo la conquista española de América fue realizada mayormente por ejércitos indígenas al servicio de España en su parte militar, mientras que por el contrario, en las guerras de independencia hispanoamericanas, el bando sublevado o patriota estuvo impulsado y formado principalmente por criollos o españoles nacidos en las Américas, con indiferencia o a expensas de la propia población indígena y mestiza.

## Historia
La idea que transmite el dicho no es moderna, sino que data de los tiempos de la propia conquista, en el siglo XVI. El jesuita y antropólogo José de Acosta la formuló así en 1590 en su Historia natural y moral de las Indias:

Fue también gran providencia de el Señor, que cuando fueron los primeros españoles, hallaron ayuda en los mismos indios, por haber parcialidades y grandes divisiones. [...] En la Nueva España no es menos averiguado, que el ayuda de los de la provincia de Tlascala, por la perpetua enemistad que tenían con los mejicanos, dio al marqués don Fernando Cortés, y a los suyos la victoria y señorío de Méjico, y sin ellos fuera imposible ganarla, ni aun sustentarse en la tierra.

En 1963, Cristóbal L. Mendoza, bisnieto del primer presidente venezolano Cristóbal Mendoza, menciona la frase «la conquista la hicieron los indios y la independencia los españoles» como una cita del escritor mexicano Carlos Pereyra (1871-1942). Para los historiadores José Luis Martínez y Jaime Montell, es una cita del historiador mexicano Arturo Arnaiz y Freg (1915-1980). Esteban Mira Caballos, por su parte, se la atribuye al también historiador José Vasconcelos (1882-1959), aunque su popularización se debería a Pereyra. Marcelo Gullo también la atribuye a Vasconcelos.